# Gianfranco Zuretti
Gianfranco Zuretti (Torino, 28 dicembre 1894 – Passo Mecan, 31 marzo 1936) è stato un militare e giornalista italiano, insignito della medaglia d'oro al valor militare alla memoria nel corso della guerra d'Etiopia.

## Biografia
Nacque a Torino il 28 dicembre 1894. Arruolatosi nel Regio Esercito, entrò nella Regia Accademia Militare di Fanteria e Cavalleria di Modena, dalla quale uscì nell'agosto 1914 con il grado di sottotenente in servizio permanente effettivo, assegnato all'arma di artiglieria. Nel maggio 1915 entrava in guerra sul fronte italiano nel 22º Reggimento artiglieria da campagna della 4ª Brigata. Rimasto ferito in combattimento a Monfalcone nel mese di ottobre, nel maggio 1916, guarito dalla ferita, assumeva il comando della 128ª Batteria bombarde con il grado di tenente, passando poi alla 28ª Brigata nel febbraio 1917. Promosso capitano nell'aprile successivo, fu trasferito al 3º Reggimento artiglieria da campagna, con il quale prese parte alla battaglia del Solstizio nel giugno 1918 ed a quella di Vittorio Veneto nell’ottobre-novembre successivo. Lasciò la zona di guerra nel febbraio 1921, decorato di due medaglie di bronzo e una croce di guerra al valor militare, e, frequentati i corsi della Scuola di guerra dell'esercito, nel 1925 venne assegnato al Corpo di Stato maggiore e poco tempo dopo fu promosso maggiore. Divenuto tenente colonnello nel 1930, lasciò il servizio nel 1932, divenendo vice-console a Bruxelles, in Belgio, dove fu aggredito da alcuni fuoriusciti italiani, rimanendo ferito. Dopo aver svolto incarichi di fiducia e di particolare delicatezza presso il Servizio informazioni militare, dove ricopriva l'incarico di capo della 2ª sezione a Londra, nel 1935 chiese, ed ottenne, di essere riammesso in servizio attivo ed inviato in Africa orientale e il 9 agosto dello stesso anno si imbarcò per l'Eritrea, trasferito al Regio corpo truppe coloniali d'Eritrea in qualità di Capo di stato maggiore della 2ª Divisione Eritrea. Cadde in combattimento al Passo Mecan, nel corso della battaglia di Mai Ceu, il 31 marzo 1936, lasciando la moglie, signora Maria Enrichetta Ricchetti in Zuretti e le due figlie, Gigliola e Gaietta, residenti a Milano in Piazza Giulio Cesare al civico 15. Fu decorato con la medaglia d'oro al valor militare alla memoria. Una via di Milano e una di Torino portano il suo nome.

### Annotazioni
1. ↑  Combattenti Liberazione.
2. 1 2  Gruppo Medaglie d'Oro al Valor Militare 1965, p. 163.
3. 1 2 3 4  Rivista Mensile della Città n.4, aprile 1937, p. 72.
4. ↑  Vento 2010, p. 187.
5. ↑   Medaglia d'oro al valor militare Zuretti, Gianfranco, su quirinale.it, Quirinale. URL consultato l'11 luglio 2021.